# Philippe Hermann
Œuvres principales
La Vraie Joie (2000)
Philippe Hermann, né le 15 février 1962 à Arras, est un écrivain français.

## Biographie
En 2000, son roman La Vraie Joie obtient le prix des Deux Magots et la bourse Cino Del Duca.

## Œuvres
- 1998 : Technicien chair   (ISBN 2714436013)
- 2000 : La Vraie Joie – Prix des Deux Magots
- 2001 : Comment disparaître complètement  (ISBN 2720214396)
- 2003 : Souvenirs glorieux  (ISBN 2720214965)
- 2016 : La Patrie nocturne  (ISBN 978-1537636603)